# Marco Fabbri
Marco Fabbri (Milán, 2 de febrero de 1988) es un deportista italiano que compite en patinaje artístico, en la modalidad de danza sobre hielo.
Ganó dos medallas en el Campeonato Mundial de Patinaje Artístico sobre Hielo, en los años 2023 y 2024, y cinco medallas en el Campeonato Europeo de Patinaje Artístico sobre Hielo entre los años 2019 y 2025.
Participó en tres Juegos Olímpicos de Invierno, entre los años 2014 y 2022, ocupando el cuarto lugar en Sochi 2014 (equipo) y el quinto en Pekín 2022 (danza sobre hielo).

## Palmarés internacional
| Campeonato Mundial | Campeonato Mundial  | Campeonato Mundial | Campeonato Mundial |
| Año                | Lugar               | Medalla            | Categoría          |
| ------------------ | ------------------- | ------------------ | ------------------ |
| 2023               | Saitama (Japón)     | Medalla de plata   | Danza sobre hielo  |
| 2024               | Montreal (Canadá)   | Medalla de bronce  | Danza sobre hielo  |
| Campeonato Europeo |                     |                    |                    |
| Año                | Lugar               | Medalla            | Categoría          |
| 2019               | Minsk (Bielorrusia) | Medalla de bronce  | Danza sobre hielo  |
| 2022               | Tallin (Estonia)    | Medalla de bronce  | Danza sobre hielo  |
| 2023               | Espoo (Finlandia)   | Medalla de oro     | Danza sobre hielo  |
| 2024               | Kaunas (Lituania)   | Medalla de oro     | Danza sobre hielo  |
| 2025               | Tallin (Estonia)    | Medalla de oro     | Danza sobre hielo  |